# Fukui
|  | Per a altres significats, vegeu «Prefectura de Fukui». |

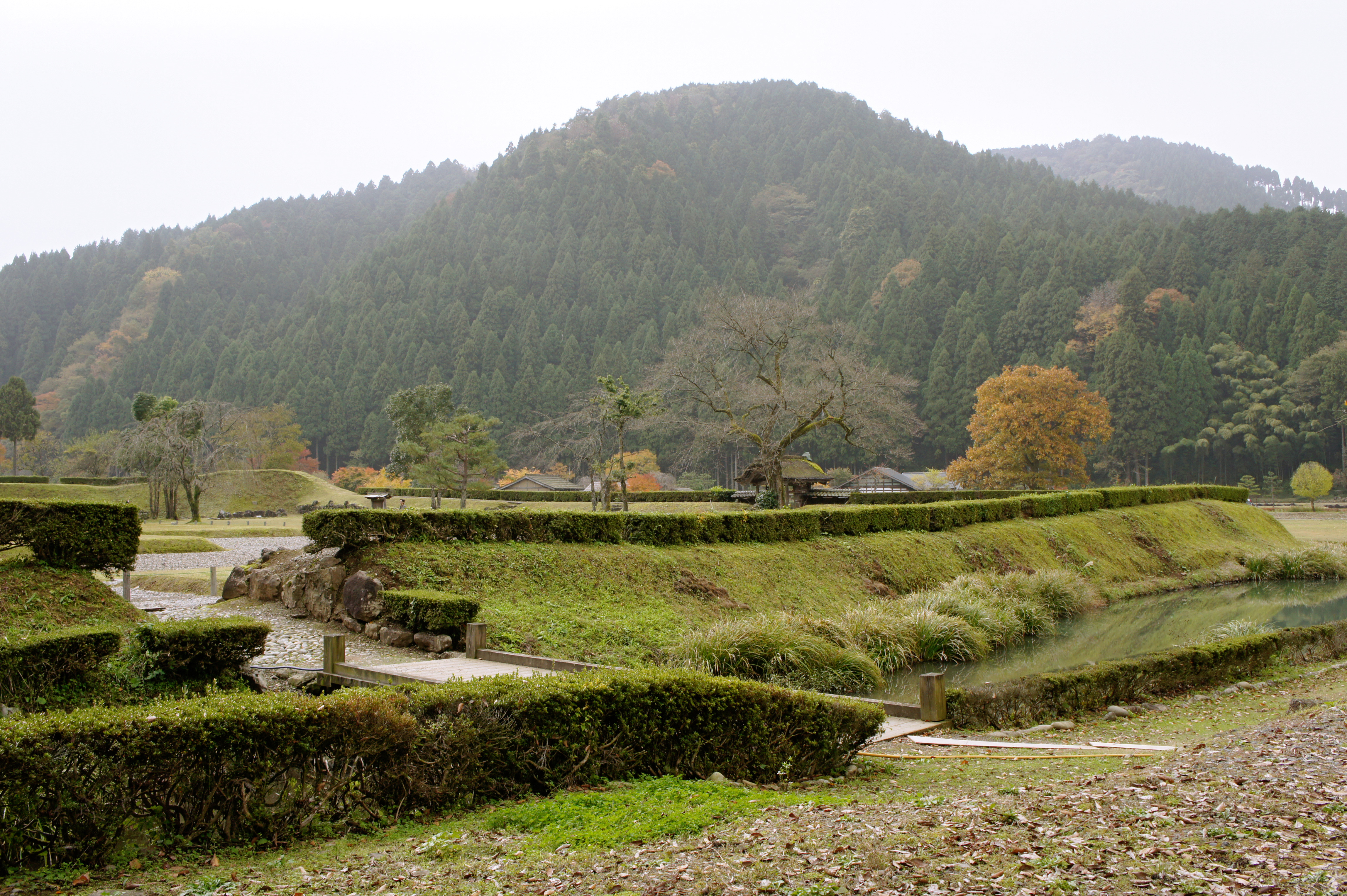
Ruïnes històriques de la família Ichijōdani Asakura

Fukui 福井市 (-shi) és la ciutat capital de la prefectura de Fukui (Japó). La ciutat és al centre-nord de la prefectura a la costa del mar del Japó. Fukui té un clima subtropical humit (Classificació climàtica de Köppen Cfa), amb estius calorosos i humits i hiverns freds. La precipitació és alta durant tot l'any, i és especialment intensa al desembre i gener.
| Paràmetres climàtics mitjans de Fukui | Paràmetres climàtics mitjans de Fukui | Paràmetres climàtics mitjans de Fukui | Paràmetres climàtics mitjans de Fukui | Paràmetres climàtics mitjans de Fukui | Paràmetres climàtics mitjans de Fukui | Paràmetres climàtics mitjans de Fukui | Paràmetres climàtics mitjans de Fukui | Paràmetres climàtics mitjans de Fukui | Paràmetres climàtics mitjans de Fukui | Paràmetres climàtics mitjans de Fukui | Paràmetres climàtics mitjans de Fukui | Paràmetres climàtics mitjans de Fukui | Paràmetres climàtics mitjans de Fukui |
| Mes                                   | Gen.                                  | Feb.                                  | Mar.                                  | Abr.                                  | Mai.                                  | Jun.                                  | Jul.                                  | Ago.                                  | Set.                                  | Oct.                                  | Nov.                                  | Des.                                  | Anual                                 |
| ------------------------------------- | ------------------------------------- | ------------------------------------- | ------------------------------------- | ------------------------------------- | ------------------------------------- | ------------------------------------- | ------------------------------------- | ------------------------------------- | ------------------------------------- | ------------------------------------- | ------------------------------------- | ------------------------------------- | ------------------------------------- |
| Font:                                 |                                       |                                       |                                       |                                       |                                       |                                       |                                       |                                       |                                       |                                       |                                       |                                       |                                       |

## Galeria

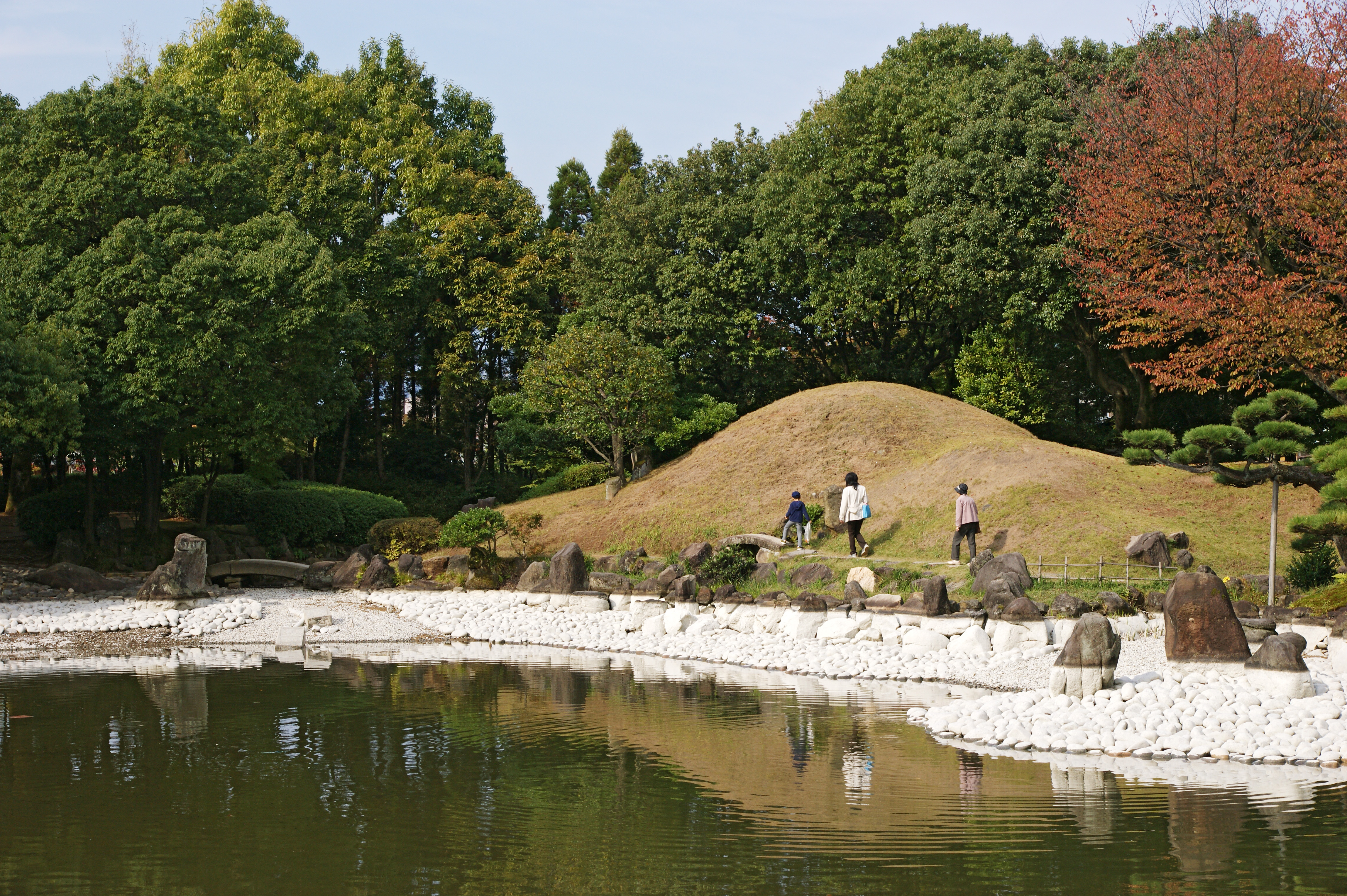
Jardí Yōkōkan
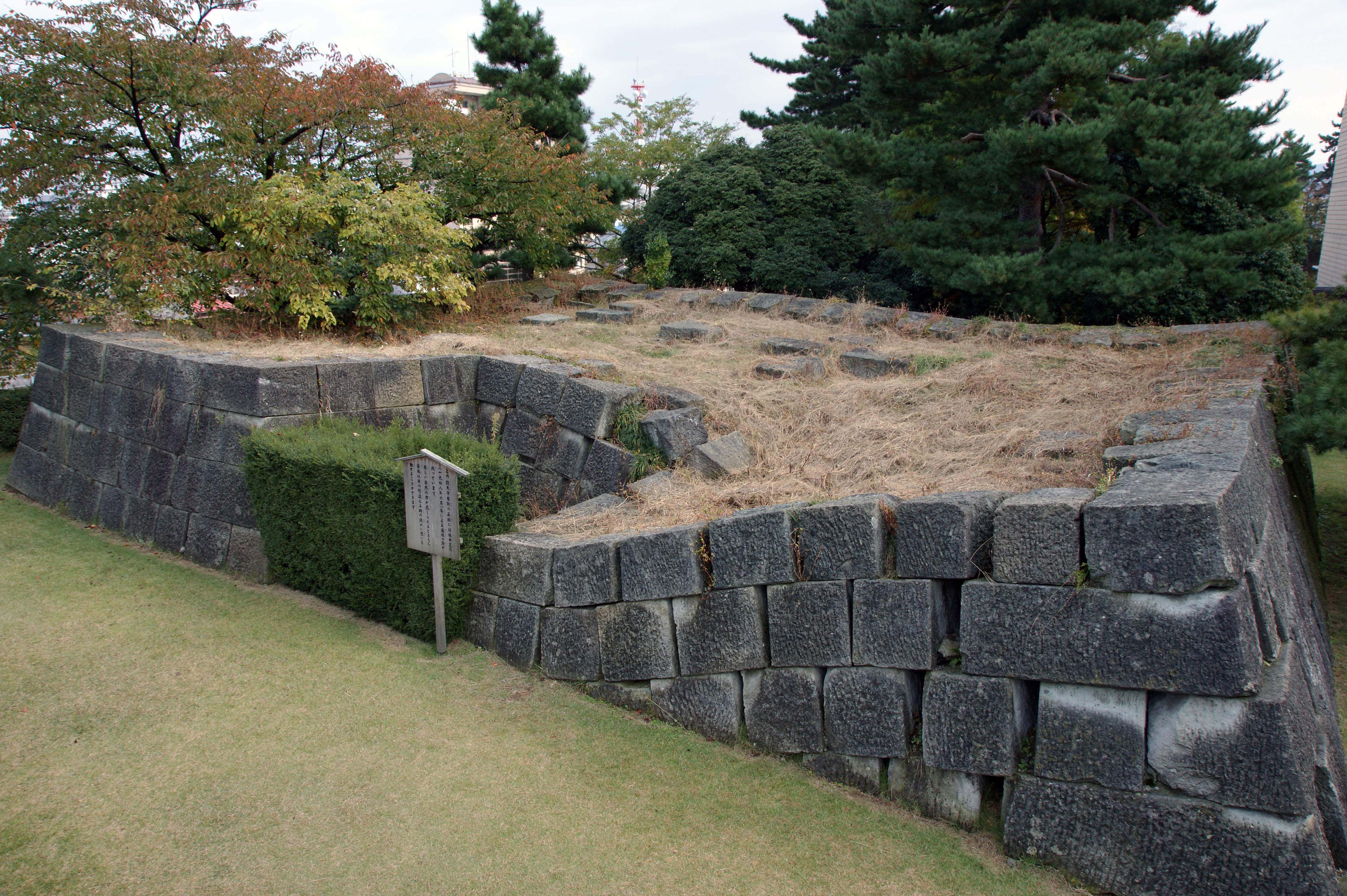
Fukui Castle
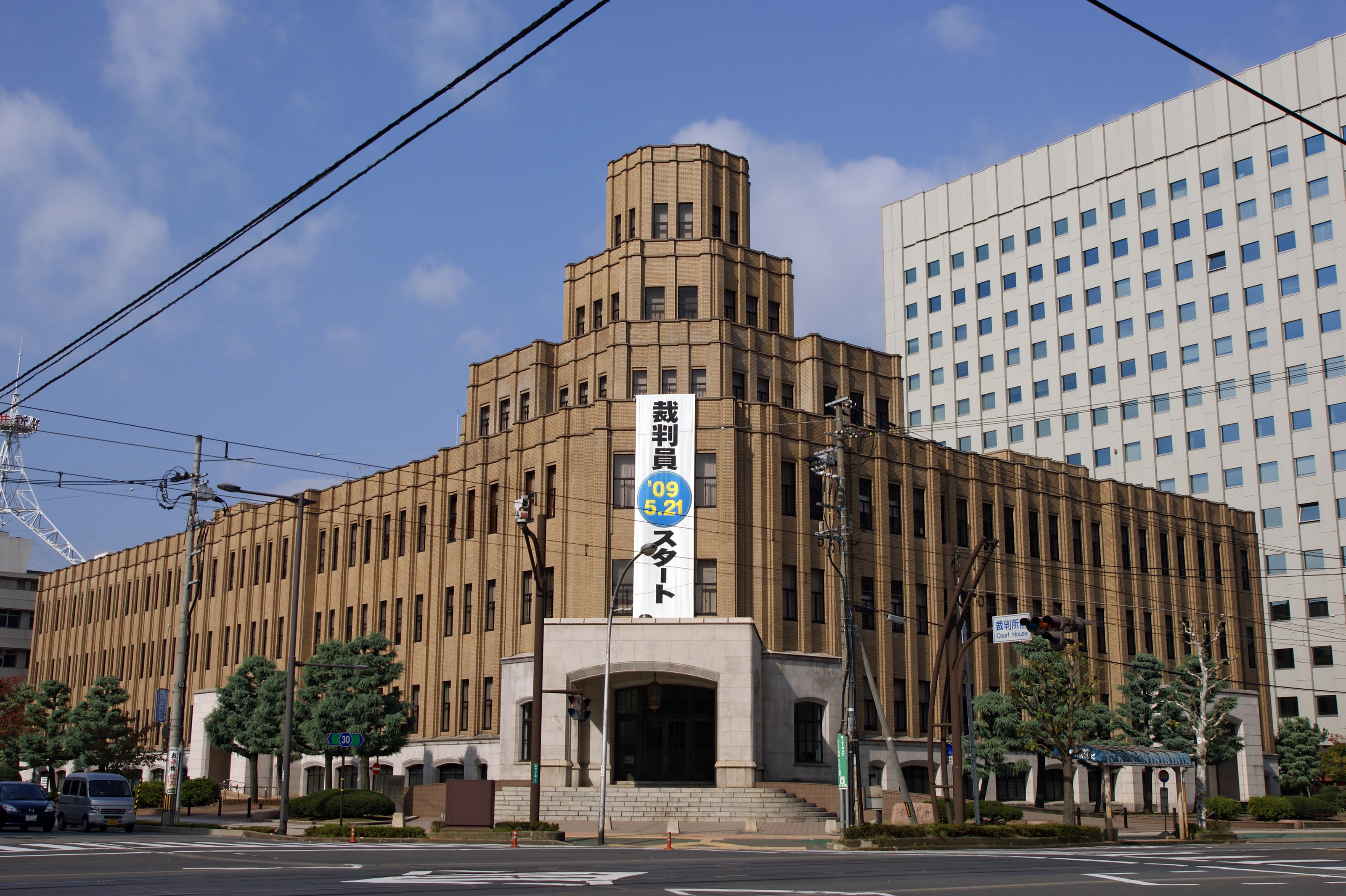
Fukui District Court
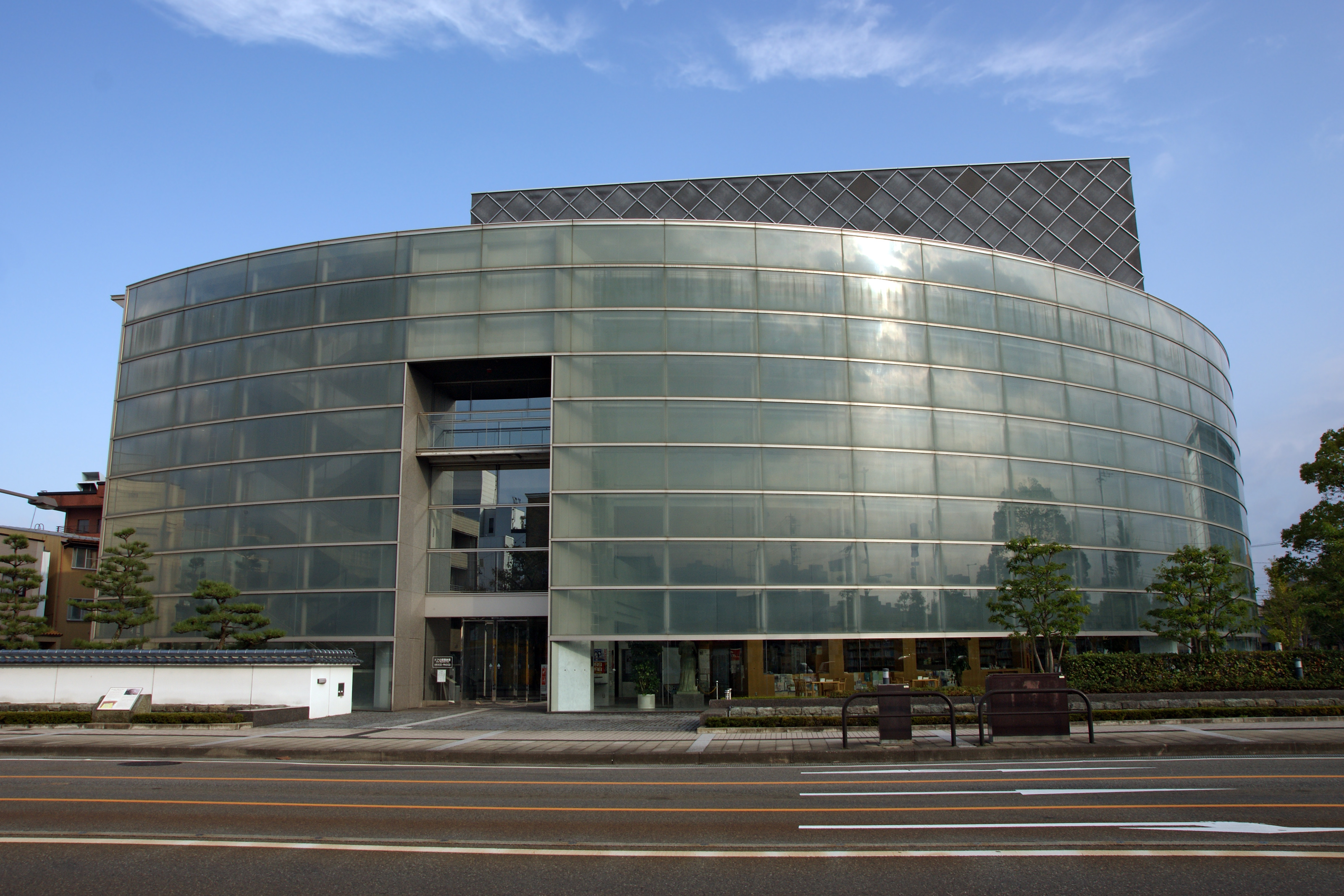
Fukui International Activities Plaza
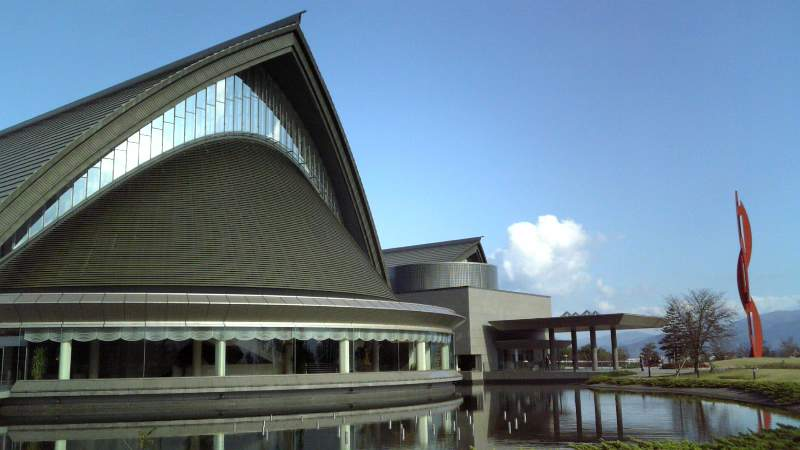
Harmony Hall Fukui
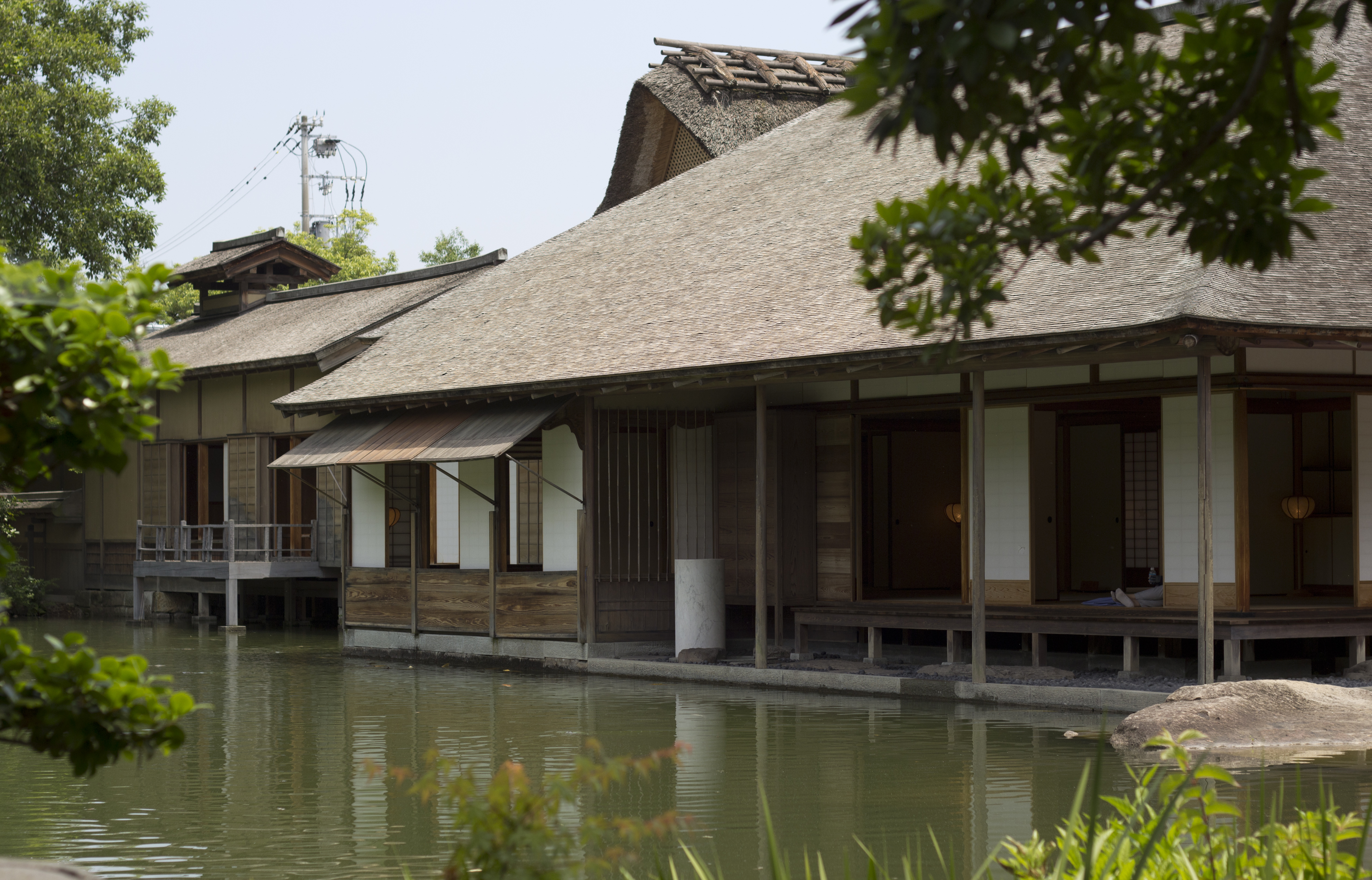
El Yōkōkan Kantei